# William Peddie
William Peddie (31 mai 1861 - 2 juin 1946) est un physicien et mathématicien appliqué écossais, connu pour ses recherches sur la vision des couleurs et le magnétisme moléculaire.

## Biographie
Il est né à Papa Westray dans les Orcades le 31 mai 1861, fils du révérend John Peddie et de sa femme, Marion Beashe. Il fait ses études à la Kirkwall Grammar School.
Il étudie les mathématiques et la physique à l'Université d'Édimbourg, obtenant un baccalauréat ès sciences en 1887 et un doctorat (DSc) en 1888. Il assiste à des conférences en philosophie naturelle (physique) depuis 1883 et devient conférencier officiel en 1892. En 1907, il obtient un poste de professeur à l'University College de Dundee.
Il écrit de nombreux articles scientifiques et plusieurs livres. Il annote la 5e édition des Propriétés de la matière de Peter Guthrie Tait.
En 1887, il est élu membre de la Royal Society of Edinburgh avec comme proposants Peter Guthrie Tait, Sir Thomas Muir, George Chrystal et Alexander Crum Brown. Il reçoit le prix Makdougall-Brisbane de la société pour 1896-1898 et est vice-président de la société de 1919 à 1922. Il est président de l'Edinburgh Mathematical Society 1896/97. Il est conférencier invité de l'ICM en 1912 à Cambridge, au Royaume-Uni.
Il prend sa retraite en 1942 et son poste est occupé par le professeur George Dawson Preston. Il est décédé à l'hôpital Ninewells le 2 juin 1946.

## Publications
- (en) A Manual of Physics, 1891 Revised & enlarged 2nd edition, New York, G. P. Putnam's Sons, 1896 (lire en ligne).
- (en) « The Elementary Dynamics of Solids and Fluids », Nature, vol. 79, no 2052,‎ 1909, p. 486 (DOI 10.1038/079486e0, Bibcode 1909Natur..79T.486., S2CID 4059572).
- (en) Colour Vision, 1922 (lire en ligne).
- (en) Molecular Magnetism, 1929.